# Reserva nacional Trapananda

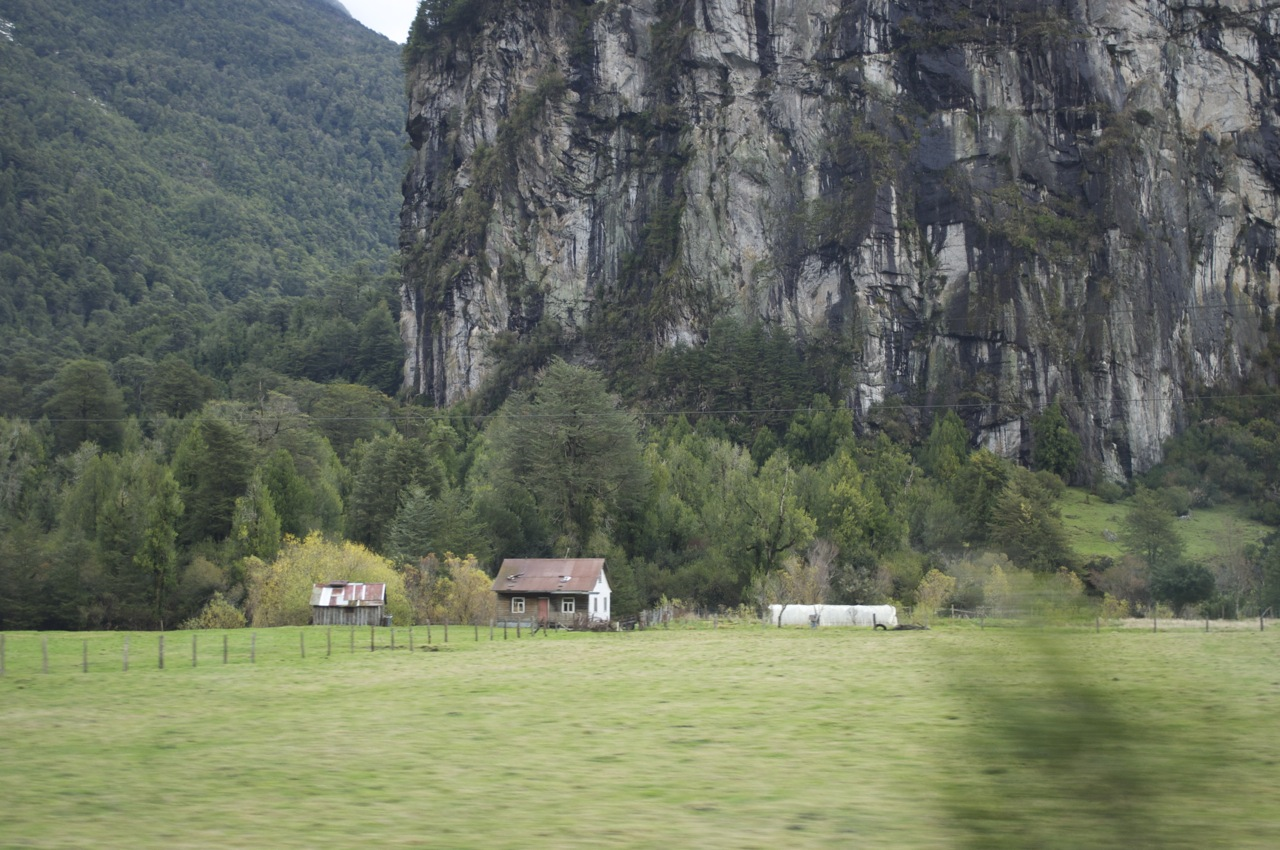
Carretera Austral, camino a la región de Aysén

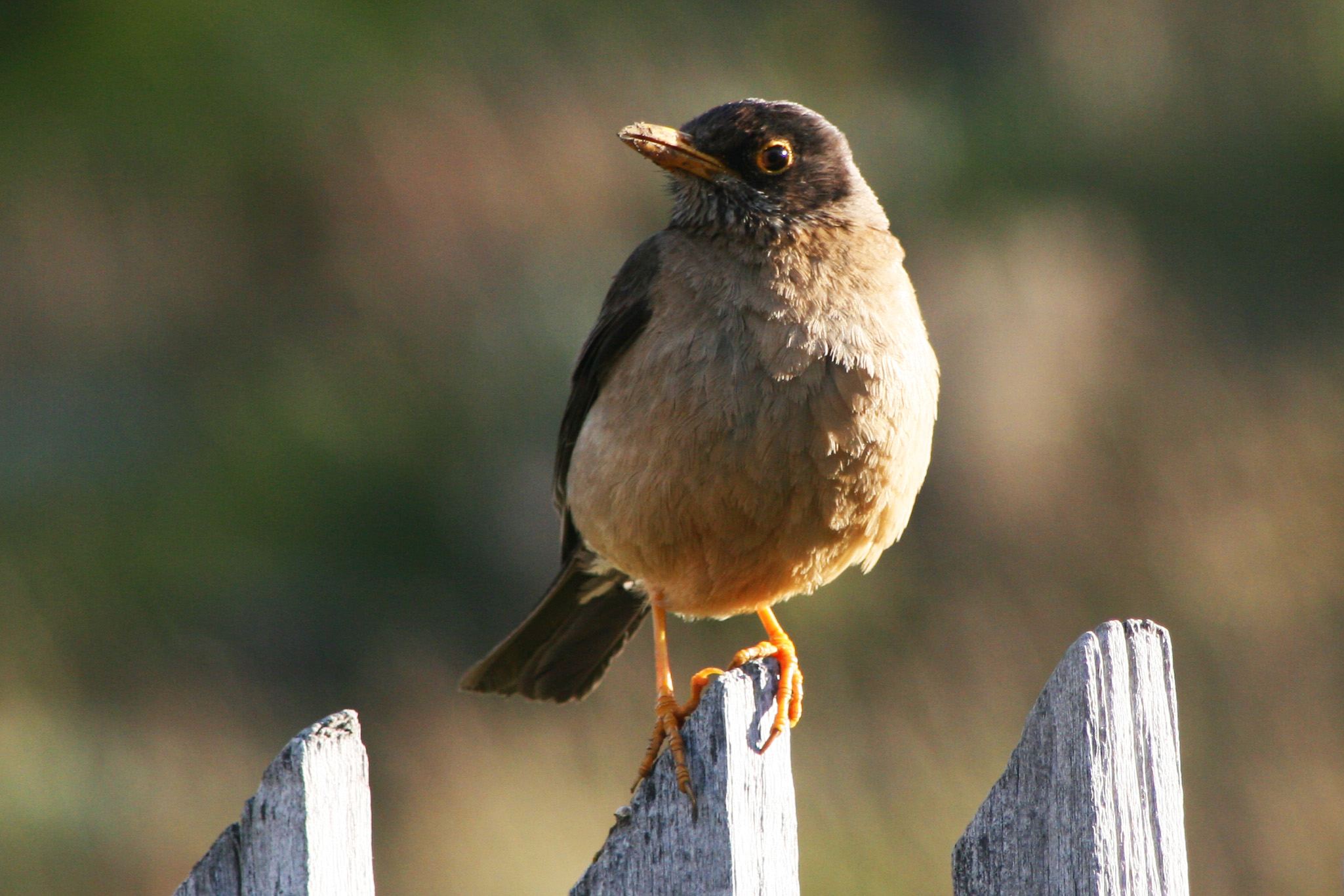
zorzal

La Reserva nacional Trapananda es una zona turística ubicada a unos 45 km de Coyhaique, en la región de Aysén del General Carlos Ibáñez del Campo, en Chile. Esta zona fue creada mediante un D.S N°357  el 27 de agosto del año 1992 y, tiene una superficie de 2305 ha.
La reserva no cuenta con guardaparques. Existe solo un rústico refugio.
En esta zona predomina una formación vegetal del tipo bosque caducifolio de Aysén y la lenga como su especie característica. La fauna de este lugar se destaca el sapito de cuatro ojos, el carpintero patagónico, el puma, zorro colorado, chingue patagónico, pinche, tordo, zorzal, cernícalo y águila.
En sus inicios los terrenos de la actual Reserva Nacional de Trapananda formaron parte de la denominada Reserva Forestal Mano Negra, creada en el año 1967. Desde ese año hasta a fines de la década del 70, a través del Servicio Agrícola Ganadero primero, y luego a través de La Corporación Nacional Forestal. La reserva fue sometida a concesiones madereras y manejo directo para la explotación de la lenga (Nothofagus pumilio), especie que domina ampliamente el paisaje de la reserva.

## Contexto Histórico
No existe antecedentes históricos que ratifiquen el poblamiento antiguo en los alrededores de lugar sin embargo, se asume que debe haber sido influido  por el poblamiento contiguo a la ciudad de Coyhaique.
Los primeros poblamientos de la zona datan de las concesiones territoriales otorgadas por el Gobierno de Chile  a las Agrandes compañías o sociedades ganaderas.

## Etimología
Trapananda fue el antiguo nombre con el que los conquistadores hispanos conocían al actual Aysén.

## Localización
Para llegar a esta zona se accede por la Carretera Austral hacia Villa Ortega, al norte de Coyhaique y desde allí, la dirección oriente que lleva a Ñirehuao.

## Geografía

### Geología y Geomorfología
La Reserva Nacional Trapananda ubicada en la Cordillera Andina Patagónica presenta cumbres de gran altura las cuales corresponden a tres cerros sin nombre, el primero de una altura de 1298 ms.n.m. y el segundo de 1.227 ms.n.m. ambos ubicados en el sector occidental de la Cordillera. El tercero, tiene una altura de 1202 ms.n.m. ubicado en el sector sur de la cordillera.

### Relieve
En general, se presenta accidentado con valles ondulados o terrazas fluvioglaciales. Y en los sectores más altos de la cordillera se presenta áreas de lomajes y cordones morrénicos donde existe abundante detritos gruesos y escasa meteorización.
La superficie de esta Reserva corresponde a unidades metamórficas intensivas dioríticas del periodo triásico y granito del periodo cretácico. En el sector de la caja del estero Richard se presentan sedimentos tanto fluviales como glaciales.

### Hidrografía
La hidrografía está constituida principalmente por la cuenca hidrográfica del estero Richard en el cual desemboca las aguas de dos pequeñas lagunas que se ubican en un nivel superior y, cuyos márgenes drenan las aguas desde los cerros circundantes. Hacia este mismo lugar se drena también pequeños afluentes o esteros menores de régimen temporal.
Las lagunas existentes en la reserva abarcan una superficie de aproximadamente 17 hectáreas siendo dos lagunas las de mayor tamaño y que ocupan una superficie 10,7 h. la mayor y 4,5 h la menor.

### Clima
El clima de esta zona es catalogada como un «clima transandino con degeneración esteparia». Se caracteriza principalmente por tener suficientes precipitaciones en todos los meses del año, nievo en invierno y oscilaciones térmicas anual como diaria acentuada

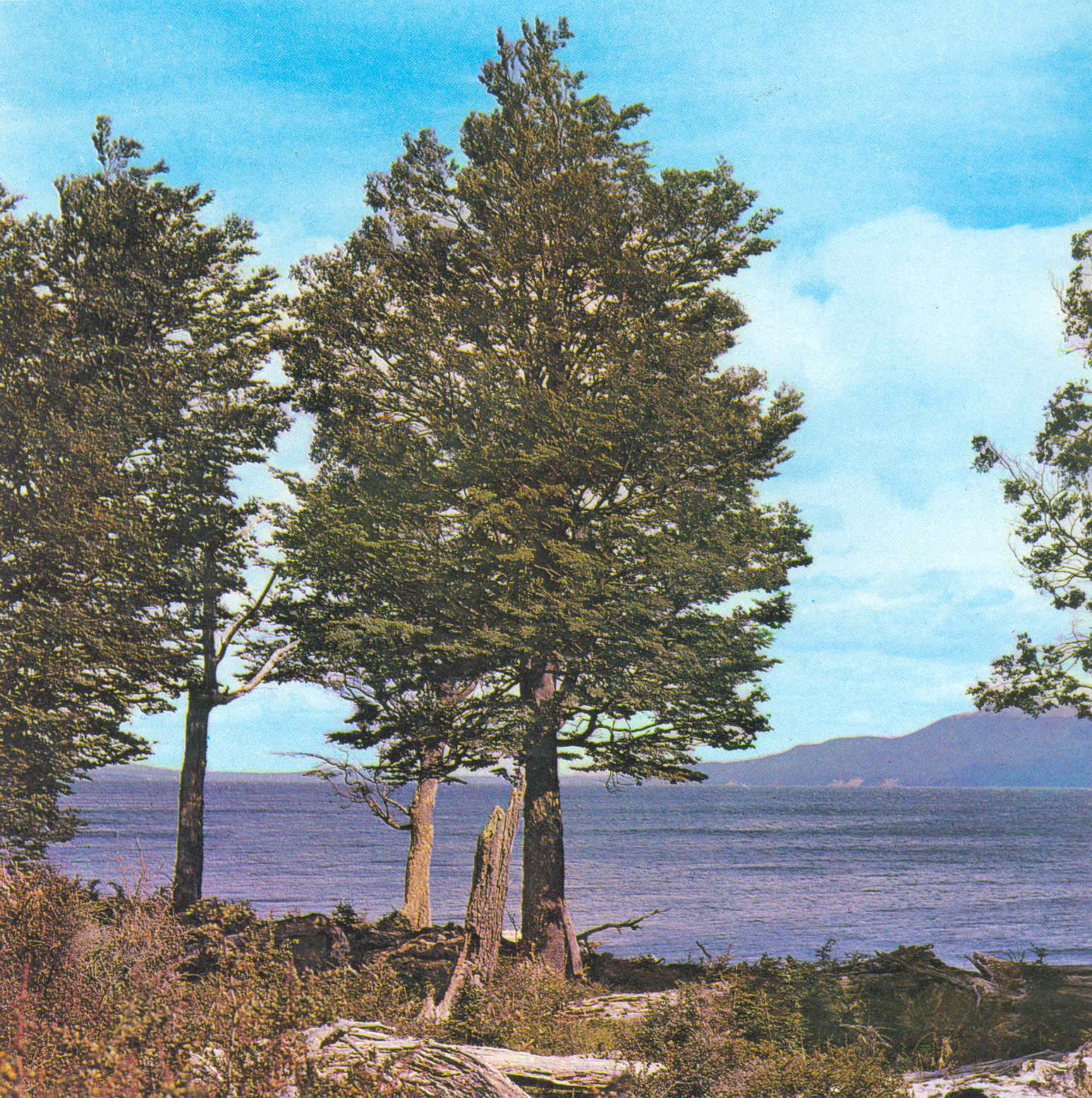
Lenga (Nothofagus pumilio)

### Vegetación
La vegetación de esta zona es nativa del tipo forestal lenga (Nothofagus pumilio). El resto corresponde a pastizales tipo mallines y terrenos desnudos.

## Zonificación
La reserva se divide en zonas considerando los siguientes factores
1. Potencialidad del recurso forestal en cuanto a su uso sustentable
2. Grado de representatividad de formaciones vegetales, rasgos geomorfológicos y tipos de suelos de la reserva con respecto al área y región donde se encuentra.
3. Susceptibilidad de degradación de los recursos
4. Potencial recreacional y educativo que posee los distintos sectores de la reserva.

De acuerdo a los elementos mencionados y a los objetivos de la Reserva, las zonas en las cuales se divide son las siguientes:
- Zona de uso extensivo
- Zona de manejo de recursos
- Zona de uso especial

### Zona de Uso Extensiva
Son áreas naturales que pueden tener algún grado de alteración humana ya que contienen el paisaje general y muestras de rasgos significativos en un relieve terrestre que permite el desarrollo de caminos viales, actividades educativas y recreativas, dentro de un ambiente siempre dominado por el medio natural. Técnicamente se le considera una zona de transición entre zonas de alta concentración de público y de acceso a vehículos motorizados.
El objetivo de esta zona es mantener el ambiente natural minimizando el impacto humano a los recursos y facilitar el acceso y uso público del área sin concentraciones mayores, con fines de educación ambiental y recreación.
La zona en general, abarca una superficie de 91,2 h y se incluye en ella la ribera de las lagunas además se presta para ciertas actividades recreativas y educativas con la permanente contemplación de las lagunas y el bosque circundante. La vegetación presenta algún grado de alteración de escasa intensidad. La laguna de menor tamaño nos presenta algunas especies de avifauna y tiene una superficie circundante poco accidentada con presencia de mallines. La laguna de mayor tamaño posee un atractivo bosque circundante de lenga con terrenos más accidentados.

#### Normas
1. Estará permitido el campismo no organizado y e ingreso de casas rodantes en aquellos lugares en que la administración determine y señale.
2. El ingreso de vehículos motorizados se permitirá en el camino específico que corresponde a la vía principal de la reserva.
3. Toda construcción que se realice en la reserva deberá tender a minimizar el impacto sobre el paisaje y los recursos también
4. Se permitirá la construcción de cabañas o refugios sin concentraciones, en sectores a definir.

### Zona de Manejo de Recursos
Son áreas que contiene recursos naturales tales como bosques, praderas, fauna silvestre, agua y suelos, en una condición tal que son susceptibles de manejarse bajo un criterio de rendimiento sostenido. En la zona se permite la investigación, experimentación y utilización de los recursos naturales propios de la reserva, así como el desarrollo y ensayo de técnicas de manejo que puedan posteriormente transformarse en modelo para otras áreas similares en predios particulares.
La zona en general, comprende la mayor parte de la reversa ya que está cubierta con vegetación nativa del tipo forestal lenga, salvo aquellos sectores incluidos en la zona de uso extensivo descrita anteriormente. Cubre una superficie de 2028,8 h y se excluyen las áreas de mayor de tamaño formadas por praderas naturales (mallines), que se incluyen en la sub-zona de manejo de praderas.

#### Normas
1. Se deberá elaborar un plan de ordenación forestal para esta sub-zona que deberá enmarcarse dentro de la normativa vigente de la reserva.
2. Las intervenciones silvícolas deberán realizarse preferentemente en aquellas áreas con suelos menos frágiles y bosque de mejor crecimiento.
3. No se podrán realizar actividades de tipo recreativo dentro de la sub-zona de manejo forestal.
4. Se excluirá la presencia de ganado en el área al objeto de permitir un mejor desarrollo de la regeneración.
5. No se realizara sustitución del tipo forestal lenga.

### Zona de Uso Especial
Son áreas generalmente poco extensas, esencialmente para la administración, obras públicas y otras actividades que no concuerdan con los objetivos de manejo de la reserva.
Los objetivos generales de la zona consisten en permitir la ubicación de las instalaciones necesarias para la administración, minimizando el impacto de éstas sobre el ambiente natural.
En la reserva se han definido dos sitios de uso especial. Ellos corresponde a los lugares donde se emplazaran las guarderías y refugios, y construcciones anexas como bodegas, leñeras, y garajes además se consideran en estos sitios los lugares que se habilitaran para la manutención de los caballares.
El primer sitio corresponde a aquel adyacente o cercano al ingreso de la reserva. Allí se instalan la guardería y sus construcciones anexas. El segundo sector se ubica en la zona alta de praderas y cercanas a las lagunas. Allí se construyeron refugios de uso temporal solo para la instalación de guarda parques en el período de verano. En total la zona ocupa una superficie de 4,3 hás

#### Normas
1. Se permitirá la existencia de animales para uso del servicio o de las actividades de manejo de la reserva y los lugares necesarios para su mantención.
2. Se deberá construir con elementos tradicionales de la zona como lo es la madera y en lo posible ocultar a la vista construcciones tales como garajes, bodegas y otras instalaciones domésticas.
3. Se permitirá la existencia de cultivo de huertos para autoconsumo del personal de la reserva. Estos deberán mantenerse con cercos adecuados y deberán recibir mantención permanentemente.

## Administración
La administración de la reversa tiene la responsabilidad de hacer cumplir las políticas técnicas de la corporación y aplicar el presente plan de manejo Reserva Nacional de Trapananda. El plan de manejo consiste en integrar, coordinar y apoyar todas las actividades necesarias para el óptimo funcionamiento de los diferentes programas referentes al adecuado manejo de la reserva.

### Objetivo general
Cumplir las políticas técnicas de la categoría de reserva nacional, y las normas técnicas administrativas y de manejo descritas en el plan de manejo de la reserva.

### Objetivos específicos
1. Administrar eficientemente los recursos humanos, materiales y financieros de la reserva.
2. Promover la constante capacitación, perfeccionamiento y eficiencia del personal de la reserva
3. Cumplir los compromisos y obligaciones de las concesiones y contratos existente que involucren la reserva.
4. Procurar el adecuado y oportuno abastecimiento de las necesidades de cada uno de los programas de manejo o de cualquier otra gestión que dependa directa o indirectamente de la unidad.

## Importancia

### Importancia de la zona
La importancia de este lugar permite la protección legal a un recurso boscoso constituido  por el tipo forestal lenga en sus diferentes estados. Esto ayuda a mantener el área como marco de referencia y monitoreo, dada la importancia económica de esta especie para el desarrollo forestal de la región. 

### Importancia regional
La Reserva nacional Trapanada se ubica en la Región de los bosques andino patagónicos, subregión de las cordilleras patagónicas y formación vegetal del bosque caducifolio de Aysén, de acuerdo al sistema básico de la vegetación nativa chilena. Esta unidad da protección legal a un recurso boscoso constituido por el tipo forestal lenga en sus diferentes estados. Esto permite mantener el área como marco de referencia y monitoreo, dada la importancia económica que reviste esta especie para el desarrollo forestal de la región.

### Importancia científico-tecnológica
La reserva adquiere un valor científico al servir como fuente en la obtención de valiosos antecedentes relacionados con sus recursos de flora, fauna y recursos hídricos. Existen muchas prácticas para la investigación, entre ellas, los efectos por distintas modalidades en la intervención en el bosque nativo además, ofrece la posibilidad de servir como un centro demostrativo en el uso de la lenga para propietarios vecinos y la región en general.

### Importancia educativa
La reserva tiene recursos naturales de gran interés para fines educativos aunque, no tiene por el momento un apoyo de infraestructura que facilite ese propósito. En la zona existe un valioso potencial para informar sobre las diversas características del lugar ya sea en la conservación de los recursos naturales, en particular, del recurso forestal.

## Situación de propiedad
La Reserva Nacional de Trapananda es de propiedad fiscal ya que en la actualidad no existe particulares dentro de sus límites. Los terrenos se encuentran amparados gracias a la inscripción fiscal y por el decreto N° 162 del registro de propiedad en el año 1960 del conservador de bienes raíces de Coyhaique.

## Visitantes
Esta reserva recibe una pequeña cantidad de visitantes chilenos y extranjeros cada año. no hay datos de visitantes disponibles para el período 2007 a 2015.
| Año         | 2016 | 2017 | 2018 |
| ----------- | ---- | ---- | ---- |
| chilenos    | 71   | 409  | 166  |
| extranjeros | 0    | 2    | 14   |
| Total       | 71   | 411  | 180  |